# Eduard Pernkopf
Eduard Pernkopf (* 24. November 1888 in Rappottenstein (Niederösterreich); † 17. April 1955 in Wien) war ein österreichischer Anatom. Er war überzeugter Nationalsozialist und Obersturmbannführer der SA sowie Dekan und Rektor der Universität Wien. Der von ihm herausgegebene Anatomieatlas, der auch Bilder von in der NS-Zeit Hingerichteten enthält, wird wegen seiner Detailtreue bis heute verwendet.

## Laufbahn

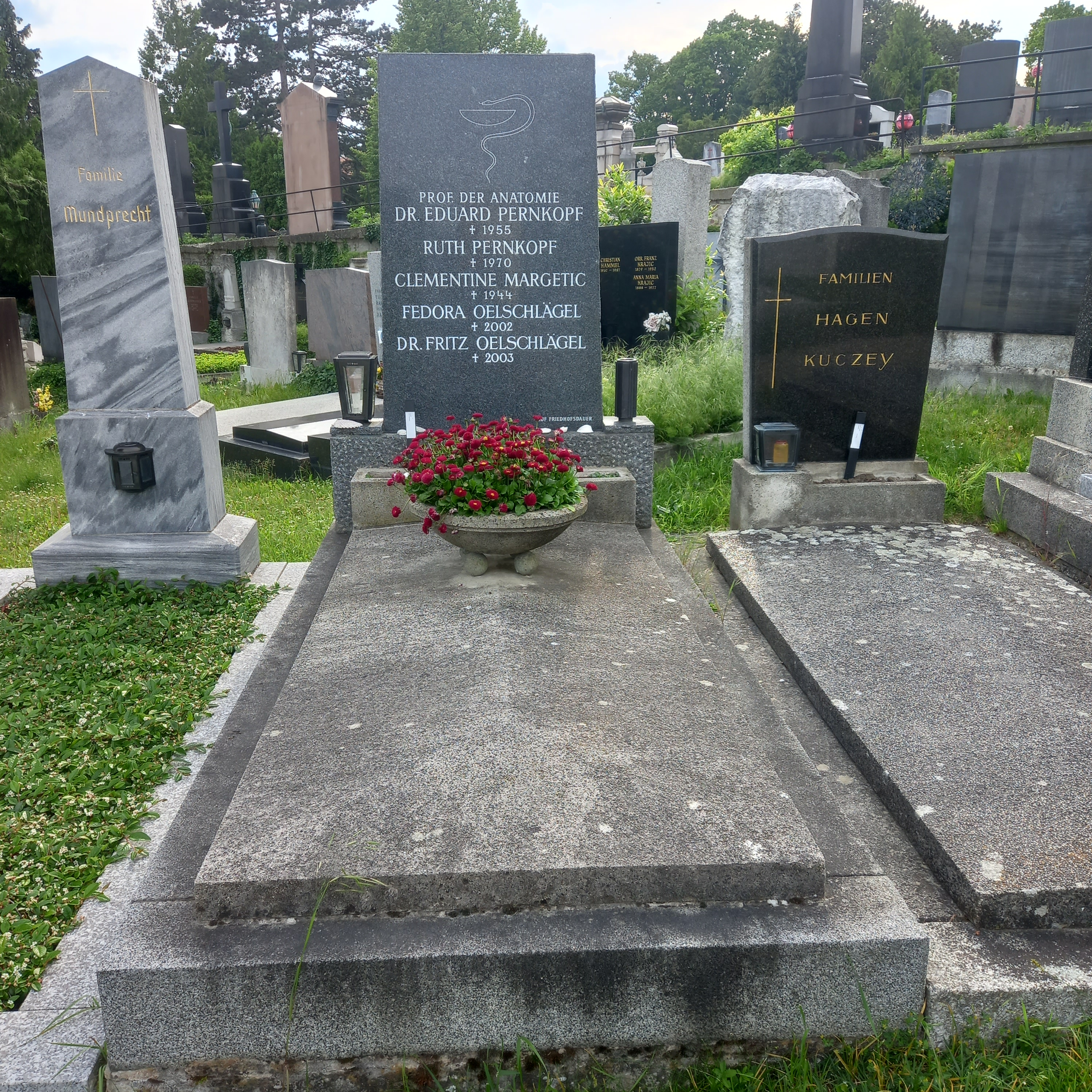
Das Grab von Eduard Pernkopf und seiner Ehefrau Ruth geborene Margetić auf dem Grinzinger Friedhof in Wien

Eduard Pernkopf studierte an der Universität Wien Medizin. Bereits während seines Studiums war er deutschnational eingestellt und wurde Mitglied der Akademischen Burschenschaft Alemannia Wien. Nach seinem Studium an der Universität in Wien und der Promotion 1912 wurde Pernkopf 1920 Assistent von Ferdinand Hochstetter am II. Anatomischen Institut in Wien. Er habilitierte sich 1921 und wurde 1927 Professor der Anatomie in Wien. 1933, nach der Emeritierung Hochstetters wurde er Ordinarius für Anatomie, zum 27. April desselben Jahres trat er der österreichischen NSDAP bei (Mitgliedsnummer 1.616.421). Ab 1934 war Pernkopf Mitglied der damals verbotenen SA (erreichter Rang: SA-Obersturmbannführer). Nach dem Anschluss Österreichs gehörte er zu den Personen, die mit der Gleichschaltung der Universität beauftragt wurden, unter anderem wurde der Medizin-Nobelpreisträger Otto Loewi verhaftet und entlassen. April 1938 wurde er als Nachfolger des ebenfalls nach dem „Anschluss“ verhafteten und entlassenen Egon Ranzi zum Dekan der medizinischen Fakultät ernannt, seine Antrittsvorlesung hielt er in SA-Uniform über „Nationalsozialismus und Wissenschaft“ und plädierte dabei für die „Ausschaltung der Erbminderwertigen, durch Sterilisation und andere Mittel“. Ab 1943 war er als Nachfolger von Fritz Knoll Rektor der Universität. 1944 erfolgte eine Berufung in den Beirat des Bevollmächtigten für das Gesundheitswesen Karl Brandt.
Nach Kriegsende wurde er 1945 suspendiert und verbrachte zirka zwei Jahre in alliierter Gefangenschaft im Lager Glasenbach bei Salzburg (Camp Marcus W. Orr). Anschließend setzte er, allerdings ohne eine universitäre Anstellung, ohne seine akademischen Titel und ohne Vorlesungen zu halten, seine Arbeit an seinem Anatomieatlas fort. Hausverbot, wie andere ehemalige Nationalsozialisten (z. B. Anton Pfalz), bekam Pernkopf jedoch nicht, obwohl er federführend die Universität Wien nach NS-Prinzipien umbaute und noch weiter involviert war. Sein Anatomieatlas war erstmals 1943 als Topographische Anatomie des Menschen in Berlin erschienen Er starb 1955 während der Arbeit am 4. Band. Pernkopf war von 1939 bis 1940 korrespondierendes und von 1940 bis zu seinem Tod 1955 wirkliches Mitglied der Österreichischen Akademie der Wissenschaften. Er wurde am Grinzinger Friedhof bestattet.

## Der „Pernkopf-Anatomieatlas“

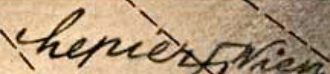
Signatur des Illustrators Lepier mit Hakenkreuz in einer frühen Auflage des Atlas

Von 1937 bis 1960 erschien von Pernkopf herausgegeben die Topographische Anatomie des Menschen, Atlas der regionär-stratigraphischen Präparation. Der Atlas setzte neue Maßstäbe in der grafischen Gestaltung anatomischer Lehrmaterialien. Bereits kurz nach dem Ende der Zeit des Nationalsozialismus wurden Stimmen laut, die vermuteten, dass für die von den aktiven Nationalsozialisten Erich Lepier und Karl Endtresser angefertigten anatomischen Zeichnungen des Atlas zum Teil die Leichen Hingerichteter verwendet worden waren. Der Atlas wurde viele Jahre noch von Werner Platzer, Anatom in Innsbruck, als Herausgeber fortgeführt. Platzer war zu seiner Zeit in Wien ein Schüler von Eduard Pernkopf. Die Illustrationen erschienen zuletzt 1997 im von Reinhard Putz und Reinhard Pabst in Baltimore herausgegebenen Sobotta atlas of human anatomy. 1998 veröffentlichte die Universität Wien ein Senatsprojekt zu dieser Fragestellung, das die Entstehungsgeschichte des Atlas schildert. Es lässt sich nicht nachweisen, in welchem Umfang Präparate Hingerichteter bei der Erstellung des Atlas verwendet wurden, es gilt aber als sicher, dass eine solche Verwendung stattgefunden hat. Schätzungen gehen davon aus, dass etwa die Hälfte der dargestellten Präparate von politischen Gefangenen stammen.